# Selling (Kent)
Selling est une paroisse civile et un village du Kent, en Angleterre.